# Guy Renaudin
Guy Renaudin (* 13. Januar 1918 in Alençon; † 16. Januar 2002 ebenda) war ein französischer Bahnradsportler.
1936 wurde Guy Renaudin als Amateur Zweiter des Grand Prix de Paris, 1938 gewann er diesen renommierten Sprint-Klassiker sowie den GP Cyclo-Sport de vitesse. 1939 wurde er Profi und errang noch im selben Jahr den nationalen Titel im Sprint. 1941 und 1943 wurde er jeweils Dritter.